# Травневе (Бориспільський район)
Тра́вневе —  село в Україні, в Ташанській сільській громаді Бориспільського району Київської області. Населення становить 48 осіб.
| Україна | Це незавершена стаття з географії України. Ви можете допомогти проєкту, виправивши або дописавши її. |